# 坎茲

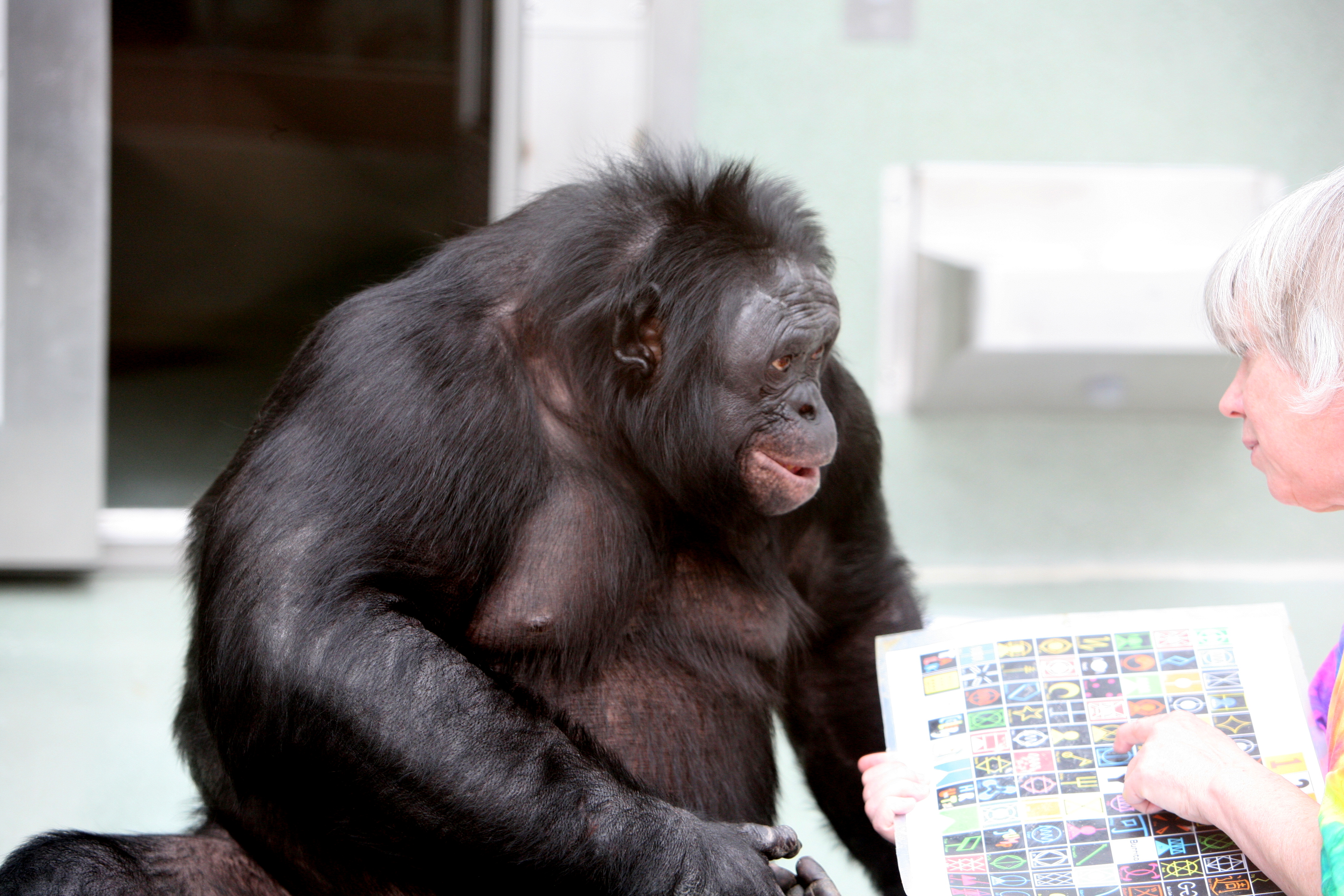
Kanzi與Sue Savage-Rumbaugh透過印有象徵符號的工具進行溝通，2006年。

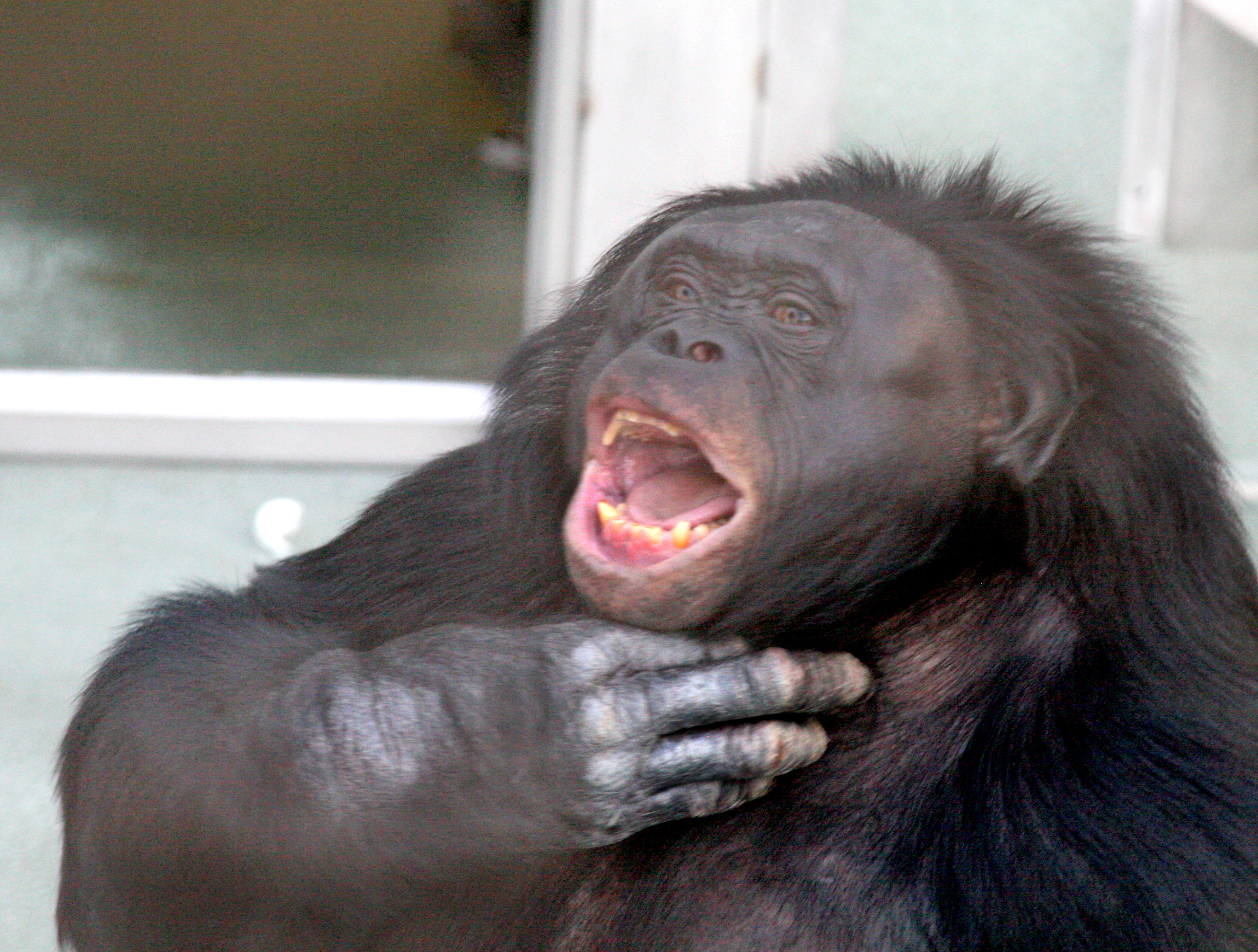
雖然 Kanzi 有時可以模仿人類的發聲方式，但這種行為是倭黑猩猩特有的發聲方式之一。

坎茲（Kanzi，1980年10月28日—2025年3月19日），以符號字（源自漢字「太」）為人所知，是一隻雄性倭黑猩猩，曾多次成為人科動物語言研究的對象。根據長期致力於倭黑猩猩研究的靈長類動物學家 Sue Savage-Rumbaugh 的描述，坎茲表現出了高超的語言能力。

## 生平概略
坎茲於1980年出生於埃默里大學的Yerkes田野工作站，其父母為Lorel和Bosandjo。不久之後，坎茲被偷走，並被一隻名叫Matata的具有群體支配力的雌性猩猩收養；Matata是其所在群體的領導者。
1985年，坎茲被帶到佐治亞州立大學的語言研究中心。後來，牠和雌性伴侶Panbanisha一起被重新安置到位於愛荷華州第蒙的研究與保育機構Great Ape Trust；這個機構由當地商人Ted Townsend於2004年創立，但在失去資金、遭指控疏忽和洪水後被迫關閉。
2013年，Ape Cognition and Conservation Initiative（簡稱ACCI）在佐治亞州肯尼索州立大學（Kennesaw State University）教授Jared Taglialatela和佐治亞州立大學教授Bill Hopkins的指導下接管了這個機構。
當ACCI在2013年接管坎茲時，牠因飲食和活動管理不當而嚴重肥胖。新的照護者將牠的飲食調整為更適合其物種的飲食，並提供更多的身體鍛煉機會。自此，坎茲減重超過75磅。
在幼年時期，坎茲陪同Matata參加了通過鍵盤詞典學習符號字的課程，然而Matata對這些課程並不感興趣。令研究人員驚訝的是，有一天當Matata不在時，坎茲開始熟練地使用詞彙表，不僅成為觀察到的第一個自然而非透過直接訓練學習語言的猿類，而且也是第一個觀察到完全使用某些語言元素的倭黑猩猩。在短時間內，坎茲掌握了研究人員一直試圖教給Matata的十個單詞，並且學會了超過348個單詞，並能將這些單詞組合起來以創造新的意義。當聽到口語時（透過耳機，過濾掉非語言線索），坎茲能夠指出詞彙對應的正確符號字，並能夠使用符號字進行溝通。Sue Savage Rumbaugh在2006年聲稱坎茲能夠理解大約3,000個人類口語單詞。
經過練習，坎茲也學會了使用多種人類工具，例如生火和烹飪食物。

## 延伸閱讀
- Joseph, John E., Nigel Love & Talbot J. Taylor (2001). Landmarks in Linguistic Thought II: The Western Tradition in the 20th Century (London & New York: Routledge), chapter 15: "Kanzi on Human Language".
- de Waal, Frans (2005). Our Inner Ape, ISBN 1-57322-312-3.
- Raffaele, Paul (2006), "The Smart and Swinging Bonobo", Smithsonian, Volume 37, Number 8 (November 2006—a general article about bonobos).

## 外部連結
- Susan Savage-Rumbaugh on apes（页面存档备份，存于） Video on TED.com （英文）
- sue savage-rumbaugh kanzi（页面存档备份，存于） Google Search （英文）
- YouTube上的Kanzi with lexigram